# Quekettia
Lan quế kiệt (danh pháp: Quekettia) là một chi thực vật có hoa trong họ Lan.

## Các loài
Có 4 loài đã được chấp nhận trong chi Lan quế kiệt từ tháng 6, 2014:
1. Quekettia microscopica Lindl. - Lan quế kiệt thường
2. Quekettia papillosa Garay - Lan quế kiệt
3. Quekettia pygmaea (Cogn.) Garay & R.E.Schult. - Lan quế kiệt hoa nhỏ
4. Quekettia vermeuleniana Determann - Lan quế kiệt hoa trắng

## Hình ảnh

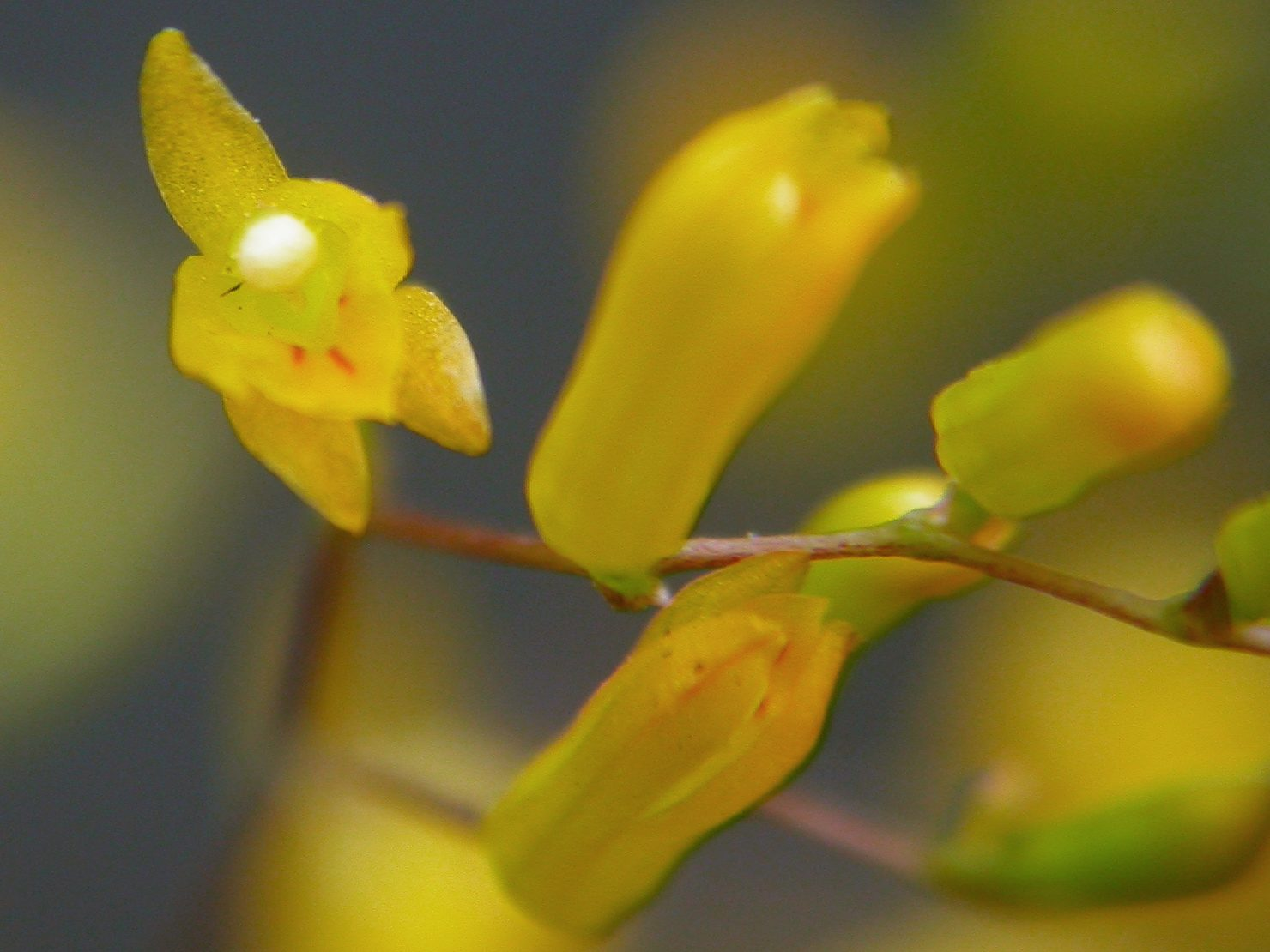